# Abdelraouf Bengayou
Abdelraouf Bengayou, né le 7 juillet 1998, est un coureur cycliste algérien.

## Palmarès et résultats

### Par année
- 2015
  - 8e épreuve du Challenge Spécial Ramadan
- 2016
  -  Champion d'Afrique du contre-la-montre juniors
  -  Médaillé d'argent du championnat d’Afrique du contre-la-montre par équipes juniors
  -  Médaillé de bronze du championnat d’Afrique sur route juniors
  - 3e du championnat d’Algérie du contre-la-montre juniors
  - 3e du championnat d’Algérie sur route juniors
- 2017
  - 1re étape du Tour d'Aïn Defla
  - 5e étape du Tour d'Algérie
  - 2e étape du Grand Prix d’Alger
- 2018
  - 2e étape du Tour d’Oum El Bouaghi
- 2022
  - 2e étape du Tour de Tipaza
- 2023
  -  Champion d'Algérie sur route
  - 2e étape du Tour de Ghardaïa
  -  Médaillé d'argent du contre-la-montre par équipes des Jeux panarabes

### Classements mondiaux
| Année           | 2018 | 2019 |
| --------------- | ---- | ---- |
| UCI Africa Tour | 162e | 78e  |